# Country Music Foundation
Die Country Music Foundation CMF wurde 1964 vom US-Bundesstaat Tennessee gegründet. Ziel dieser gemeinnützigen Organisation ist es, die kulturellen Errungenschaften der Country-Musik zu bewahren und der Öffentlichkeit zugänglich zu machen. 
Die wichtigsten von der Country Music Foundation betreuten Institutionen sind die Country Music Hall of Fame und die Country Music Foundation Library. Im CMF-Archiv befinden sich fast 100.000 Schallplatten und CDs, außerdem zahlreiche Bücher und Zeitschriften. Im Jahre 1992 ging durch eine Spende das legendäre RCA Studio B in den Besitz der Foundation über, in dem unter anderem Elvis Presley und Roy Orbison Schallplatten eingespielt hatten und das als Geburtsort des Nashville Sound gilt. 
Die in Nashville beheimatete Organisation finanziert sich größtenteils über Spenden und Eintrittsgeldern.